# قائمة حضارات ما قبل التاريخ
حضارات ما قبل التاريخ
ثقافات ما قبل التاريخ
عرفت فترة ما قبل التاريخ نشاطات انسانية متنوعة ساهم بعضها في تطور الفكر البشري و البشرية و تحسين مستوى معيشته .هذه الأخيرة هي التي كانت أساس الحضارات (الثقافات) الرئيسية لعصور ما قبل التاريخ في العالم القديم و التي سنختصرها في الجدول الشامل التالي:
جدول عام لأهم الحضارات (الثقافات) الرئيسية لعصور ما قبل التاريخ في العالم القديم
| أهم الحضارات (الثقافات) الرئيسية لعصور ما قبل التاريخ في العالم القديم |                                                                                     | |                                                                                 |                                                              |                                                                              | |                                                 |
| الفترة                                                                 | أوروبا الغربية                                                                      | أوروبا الوسطى والشرقية                                                                             | أفريقيا الشمالية والغربية الصحراء                                               | أفريقيا الوسطى، الجنوبية والشرقية                            | الشرق الأوسط                                                                 | الهند و آسيا الوسطى                                                                                 | الشرق الأقصى                                    |
| بعد 1000                                                               | العصور الوسطى                                                                       | | العصر الحديدي في حوض تشاد                                                       |                                                              |                                                                              | |                                                 |
| 1000 ميلادي                                                            | بدايات العصور الوسطى نهاية العصور القديمة                                           | عصر الحديد                                                                                         | العصر الحديدي في النيجر                                                         | العصر الحديدي في كينيا ، أوغندا ، تنزانيا ، زامبيا ، روديسيا | الإمبراطورية الرومانية                                                       | |                                                 |
| 1 ميلادي                                                               | العصر الحديدي الإمبراطورية الرومانية                                                | العصر الحديدي ثقافة فيلبارك (بولونيا) ثقافة شيرنياكوف (اوكرانيا)                                   | نيجيريا البحيرات الكبرى الفترة المصرية السفلى                                   | أوائل المزارعين في الغابات المطيرة                           | إمبراطورية الإسكندر الإمبراطورية الفارسية الفينيقية                          | الإمبراطورية الماورية (الهند) شعب السكيثيين في السهوب العصر الحديدي في الهند                        | العصر الحديدي الصيني فترة تشو                   |
| 1000 ق م                                                               | العصر البرونزي                                                                      | العصر البرونزي المدن الميسينية حضارة حقول أواني الدفن                                              | عصر النحاس في النيجر المملكة المصرية الجديدة                                    | تطوير الزراعة في شرق أفريقيا                                 | الحيثيين الآشوريين                                                           | تطوير الرعي في الهند المدن في باختريا (شمال باكستان)                                                | العصر البرونزي الصيني أسرة تشانغ                |
| 2000 ق م                                                               | العصر الحجري -النحاسي الجرسية (الدورقية)                                            | مجموعات الخزف المحبول تدجين الحصان                                                                 | العصر الحجري الحديث في تيشيت (جنوب موريتانيا) المملكة المصرية القديمة التينيرية |                                                              | الإمبراطورية الأكادية مملكة سومر                                             | حضارة نهر السند الكتابة                                                                             | العصر الحجري الحديث الصيني في لونغ شان          |
| 3000 ق م                                                               | الشاصية القرى المسورة أولى الاحجار المغاليثية                                       | لعصر الحجري-النحاسي لاوروبا الوسطى ثقافة يامنا (جنوب غرب روسيا)                                    | الفترة الثينية في مصر                                                           | بداية فن الصيادين-المقتطفين في جنوب أفريقيا                  | العصر البرونزي                                                               | ثقافة بوتاي (شمال كازاخستان)                                                                        |                                                 |
| 4000 ق م                                                               | العصر الحجري الحديث الابعد                                                          | العصر الحجري الحديث الدانوب ثقافة سمارة (جنوب غرب روسيا                                            | العصر الحجري الحديث المتوسطي فترة ما قبل السلالات المصرية                       |                                                              | العصر الحجري-النحاسي تعدين النحاس                                            | العصر الحجري الحديث في إيران                                                                        | العصر الحجري الحديث في شاو يانغ زراعة الأرز (؟) |
| 5000 ق م                                                               | ثقافة الخزف المشرط ثقافة الخزف المحاري(كارديال) (الزراعة، الثروة الحيوانية، الخزف ) | ثقافة الخزف المشرط الزراعة وتربية الحيوانات ( (الخنازير والبقر والغنم ) ثقافة فينكا ثقافة ستارشيفو | العصر الحجري الحديث الصحراوي السودانية                                          |                                                              | الزراعة المروية (المسقية)                                                    | العصر الحجري الحديث في القوقاز الري ظهور حضارة وادي السند:ثقافة هارابا،موهينجو دارو، مهرغاره، لوتها | زراعة الدخن تربية الخنازير                      |
| 6000 ق م                                                               | الطاردينية و اشباهها (جمع البقوليات)                                                | في اليونان وشرق المتوسط                                                                            | الخزف                                                                           |                                                              | العصر الحجري الحديث المرتبط بالخزف تربية الاغنام و الماعز نهاية ما قبل الخزف | ما قبل الخزف في إيران و في أفغانستان و في بلوشستان                                                  | العصر الحجري الحديث للحضارة الصينية الشمالية    |
| 7000 ق م                                                               | الثقافات السوفيتيرية و اشباهها                                                      | ثقافة كومورنيكا                                                                                    |                                                                                 | الويلتونية                                                   | ما قبل الخزف-ب القمح ، الشعير) العصر الحجري الحديث ما قبل الخزف-أ            | | الصيادون-المقتطفون في جومون القديم ( اليابان)   |
| 8000 ق م                                                               | آزيلية و الثقافات شبه الازيلية                                                      | | الارنسبورغية الثقافة السويديرية                                                 | القفصية                                                      |                                                                              | |                                                 |
| 9000 ق م                                                               | الغرافيتية المتاخرة (مجموعة Federmesser)                                            | الغرافيتية المتأخرة مجمع السهول (Mezine Kostienki ) السهام المنحنية الظهر (مجموعة Federmesser )    |                                                                                 | الماغوسية                                                    | النطوفية (فلسطين)                                                            | الخنديفيلية (الهند)                                                                                 | الهوابينهية في جنوب شرق آسيا                    |
| 10000 ق م                                                              | المجدلية السولوترية ما بعد الغرافيتية ثقافة هامبورغ                                 | ما بعد الغرافيتي ثقافة هامبورغ                                                                     | الايبيروموريسية السيبيلية                                                       | اللوبامبية                                                   | الكيبارية الاثليتية                                                          | | الخزف ما قبل الجوموني (اليابان )                |
| 20000 ق م                                                              | الغرافيتية الفن الاورينياسي                                                         | |                                                                                 |                                                              |                                                                              | أفول حضارة و ادي السند:ثقافة هارابا،موهينجو دارو، مهرغاره،لوتهال بداية العصر الفيدي                 |                                                 |
| 30000 ق م                                                              | الاورينياسية الشاتلبيرونية الأولوزية                                                | الزيليتية                                                                                          | العاترية                                                                        | الستيلبائية                                                  | الأميرية                                                                     | ثقافة أنغارا                                                                                        | سن- دوكي                                        |
| 40000 ق م                                                              |                                                                                     | | الأمودية                                                                        |                                                              |                                                                              | | ثقافة الأوردوس (شمال شرق الصين                  |
| 50000 ق م                                                              | الموستيرية (أولى المدافن)                                                           | الموستيرية                                                                                         | الموستيرية                                                                      | الفورسميثية                                                  | الجابرودية الموستيرية                                                        | الصوانية (شمال الهند)                                                                               | ثقافة نغادونغ Ngandong                          |
| 80000 ق م                                                              | الميكوكية                                                                           | | الميكوكية                                                                       | العصر الحجري القديم الأوسط                                   |                                                                              | | )                                               |
| 100000 ق م                                                             | الأشولية العليا                                                                     | الأشولية العليا                                                                                    | السانغوئية                                                                      |                                                              |                                                                              | الاشولية الصوانية                                                                                   | ثقافة فان                                       |
| 200000 ق م                                                             | الطاياسية                                                                           | | الأشولية                                                                        | الأشولية                                                     | الأشولية                                                                     | |                                                 |
| 300000 ق م                                                             | الاشولية الوسطى الكلاكتونية                                                         | الاشولية الوسطى                                                                                    |                                                                                 |                                                              |                                                                              | ما قبل الصواني                                                                                      |                                                 |
| 500000 ق م                                                             | الأشولية السفلى صناعات الحصى المشذبة                                                | الأشولية السفلى صناعات الحصى المشذبة                                                               | الاشولية السفلى                                                                 |                                                              |                                                                              | | باجيتانية                                       |
| 1000000 ق م                                                            | صناعات الحصى المشذّبة                                                                | صناعات الحصى المشذبة                                                                               | صناعات الحصى المشذبة الانساني المنتصب (ايريكتوس)                                | الاشولية السفلى الالدوفائية                                  |                                                                              | | صماعات الحصى المشذبة                            |
| 2000000 ق م                                                            |                                                                                     | |                                                                                 | الانساني الماهر أو البارع الانساني العامل أو إرغاستر         |                                                                              | |                                                 |
| الفترة                                                                 | أوروبا الغربية                                                                      | أوروبا الوسطى والشرقية                                                                             | أفريقيا الشمالية والغربية الصحراء                                               | أفريقيا الوسطى، الجنوبية والشرقية                            | الشرق الأوسط                                                                 | الهند و آسيا الوسطى                                                                                 | الشرق الأقصى                                    |